# Backtesting

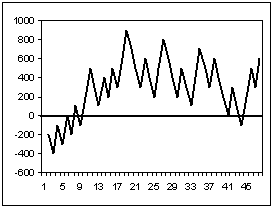
Backtesting de uma estratégia de negociação no Excel. Eixo X: número comercial. Eixo Y: valor total da conta de investimento

Backtesting é um processo de testagem de modelos matemáticos, utilizando séries temporais, para predizer o comportamento de sistemas dinâmicos. É usado em vários campos, tais como oceanografia, meteorologia e na indústria financeira. Backtesting é um tipo de retrodição, e um tipo especial de validação cruzada aplicada a dados de séries temporais.